# Григорьев, Пётр Михайлович
Пётр Михайлович Григорьев — советский государственный и политический деятель, председатель Омского областного исполнительного комитета.

## Биография
Родился в 1921 году. Член ВКП(б) с 1942 года.
Окончил Омский педагогический институт (1948).
С 1938 года — на общественной и политической работе. В 1938—1968 гг. — учитель начальной школы, участник Великой Отечественной войны, заведующий Отделом районного комитета ВКП(б), 1-й секретарь районного комитета ВКП(б) — КПСС в Омской области, председатель Исполнительного комитета Омского областного Совета, председатель Исполнительного комитета Омского сельского областного Совета.
Избирался депутатом Верховного Совета СССР 6-го и 7-го созывов.
Награжден орденами Трудового Красного Знамени (2), Отечественной войны II степени; медалями, в том числе «За боевые заслуги», «За победу над Германией в Великой Отечественной войне 1941—1945 гг.».
Умер в 1982 году
Похоронен на Старо-Северном кладбище.